# Class 21
De Class 21 is een Britse diesel-elektrische locomotief die, volgens de Type 2 normering, tussen 1958 en 1960 voor British Railways zijn gebouwd door de North British Locomotive Company in Glasgow.

## Geschiedenis
In het kader van het moderniseringsplan van British Railways uit 1955 werden tien diesel-elektrische locomotieven besteld bij North British Locomotive Co. De locomotieven met een vermogen van 1000 pk en zes, qua uiterlijk gelijke, diesel-hydraulische locomotieven, de latere Class 22, waren bedoeld voor vergelijkend onderzoek met een aantal andere reeksen uit het type 2 programma. Door vervolgorders werden uiteindelijk 58 stuks van de diesel-elektrische variant gebouwd, die tussen december 1959 en november 1960 werden geleverd met de nummers D6100–6157.

## In bedrijf

### Eastern Region
De eerste 38 locomotieven kwamen in 1958 en 1959 in dienst en werden ondergebracht bij de Eastern Region in de depots van Stratford en Hornsey en de locloods te Ipswich. Ze werden ingezet in het forensenverkeer naar Londen waarbij ze werden vergeleken met concurrerende ontwerpen van English Electric, British Railways, Birmingham RC&W en Brush. Na slechts een à twee jaar werden ze allemaal overgedaan aan de Scottish Region en ondergebracht in depot Glasgow Eastfield.

### Scottish Region
De laatste twintig exemplaren kregen een opgevoerde motor van 1100 pk en werden direct aan de Scottish Region geleverd en ondergebracht in het depot van Kittybrewster. Ze kregen later gezelschap van de eerdere 38 exemplaren toen die werden ondergebracht in het depot Glasgow Eastfield, vlak bij de fabriek van North British in Springburn waar ze waren gebouwd. Scottish Region zette ze zowel in voor goederentreinen als voor stoptreinen en expresstreinen, waarbij de laatsten soms met dubbeltractie.

### Moeilijkheden
De Class 21 bleek in de praktijk onbetrouwbaar en eind 1960 stuurde de Eastern Region haar locomotieven terug naar Schotland, waar ze werden ondergebracht in depot Eastfield zodat het makkelijker werd om garantiewerk bij de fabrikant te laten uitvoeren. De North British Locomotive Company (NBL) sloot echter in 1962, net op het moment dat de fundamentele tekortkomingen duidelijk waren. Vooral de verbinding tussen de motor en de generator was problematisch. De motoren waren ontworpen door het Duitse MAN maar gebouwd door NBL en duidelijk van mindere kwaliteit dan het Duitse origineel.

## Ombouw
In een poging om de betrouwbaarheid te verbeteren werden 20 stuks, (D6100–03, D6106-D6108, D6112–D6114, D6116, D6119, D6121, D6123, D6124, D6129, D6130, D6133, D6134 en D6137), tussen 1963 en 1965 voorzien van een 1350 pk Paxman Ventura motor van de Class 29.

## Uitgerangeerd
De overige 38 exemplaren hielden hun oorspronkelijke NBL/MAN tot ze tussen december 1967 en augustus 1968 werden uitgerangeerd en verkocht voor de sloop. De meeste werden gesloopt door de Schotse schroothandelaren McWilliams uit Shettleston en Barnes and Bell uit Coatbridge, maar de D6122 werd verkocht aan sloperij Woodham Brothers in Barry, Vale of Glamorgan, Zuid Wales, waar ze het uithield tot de sloop in 1980. Geen enkel exemplaar is behouden als museumloc.
De aanduiding Class 21 is later hergebruikt voor de MaK G 1206 die door Angel Trains op het Britse spoor werd ingezet.